# 王壽 (臺灣)
王壽（1920年12月24日—2014年4月7日），字柏年，號一興儒，台灣嘉義縣布袋鎮人，祖籍福建省南安縣長萍鄉四十四都。已故一貫道點傳師。

## 生平
王壽的父親王老撑，與母親許弋育有二女六男，王壽排行第五。原本因「家中四位男丁如一巢鳥雀」命名王巢，登記戶口時，以「巢」與「壽」閩南語同音，記為王壽。幼入私塾，1933年畢業於布袋公學校，考上日籍學童高等科餘額，因家貧就業，未繼續升學。王壽擔任電線技工，考入日本在台遞信部、嘉義專修工業學校（今嘉義高工）。
工業學校畢業後，由日軍台灣總部台南州知事甄選至新加坡，為日軍台籍兵，與英軍打仗。退伍後成立天源營造廠，經營建築事業。1945年經鄰人邱搿介紹，取其五叔邱吼之女邱鸞嬌。（邱鸞嬌，屏東大埔人，1927年6月15日生，屏東大宮國校畢業，曾任屏東糖廠職員、舅楊添亭所經營妙春醫院護士，日本志願役護士考試錄取。父邱吼，母黃非。）王、邱二人，育有三子。
戰後，台灣與中國大陸恢復通商，王壽除建築工業外，也兼營熱帶栽培作物轉賣。1946年王壽為擴大經營咖啡貿易，至上海勘查市場。次年5月，兄王炎領他到義竹翁青草所經營佛堂觀摩。遇寶光組老前人蘇秀蘭點傳師講道，於是信道。
1947年8月2日於布袋鎮大寮九十三號家中設「信民堂」，自任壇主。1948年底，寶光組潘華齡道長奉師母孫素貞命來台任命點傳師，原本王壽也被舉薦，但因名額不足，自願放棄。次年8月得以至香港九龍覲見師母孫素貞，獲「天命」，被任命為點傳師。
1959年底蘇秀蘭逝世，王壽接其道職。1975年在台南南化玉山村建納骨塔寶光塔，1976年玉山寶光聖堂白陽聖殿落成。該年12月5日，中華民國調查局以寶光聖堂的九龍壁及「玉山起點王道興」的訓文內容，認王壽有「稱王稱帝」意圖，至其開元路家中搜查，並以叛亂罪嫌逮捕。經10個月偵訊羈押後，警備總部於1977年10月20日裁定感化教育三年，12月23日複判後移交土城仁愛教育實驗所。監禁於警總看守所期間，王壽發揮年輕時的專長，成立工程隊，負責獄舍修繕工程。1980年出獄。1986年獲選全國模範父親。1994年，時任總統李登輝頒贈華夏獎章給王壽。1998年獲選全國好人好事代表。2004年，政府以白色恐怖賠償，回復其名譽。
2014年4月7日過世。獲總統馬英九頒褒揚令（由副總統吳敦義轉頒），總統府資政黃正雄頒發中國國民黨「華夏一等獎章」，臺南市事長賴清德頒發卓越市民證書。

## 家庭
1945年，王壽經鄰人邱搿介紹，取邱搿五叔邱吼之女邱鸞嬌。邱鸞嬌，屏東大埔人，1927年6月15日生，屏東大宮國校畢業，曾任屏東糖廠職員、舅楊添亭所經營妙春醫院護士，日本志願役護士考試錄取。父邱吼，母黃非。王、邱二人，育有三子。
王壽之子王寶宗，繼其職領導寶光玉山組線，並為中華民國一貫道總會理事長。